# Championnat du monde de snooker 1931
Navigation
Édition précédente Édition suivante
Le Championnat du monde de snooker 1931 est la cinquième édition du tournoi qui a eu lieu au Lounge Hall de Nottingham.
Il n'y a eu que deux participants à cette édition. Tom Dennis a donc rejoint directement en finale le tenant du titre, Joe Davis. C'était la quatrième fois que les deux joueurs se retrouvaient en finale et, une nouvelle fois, c'est Joe Davis qui a gagné. La rencontre avait pourtant lieu chez Tom Dennis, à Nottingham. Menant 14-10 puis 19-16, Tom Dennis a pu croire qu'il allait vaincre le signe indien mais il a finalement perdu par 21-25,.

## Tableau
|  | Finale Au meilleur des 49 frames |            |    |
|  |                                  |            |    |
|  | Drapeau de l'Angleterre          | Joe Davis  | 25 |
|  | Drapeau de l'Angleterre          | Tom Dennis | 21 |